# Oscar Wilde (film)
Oscar Wilde je britský hraný film z roku 1997, který režíroval Brian Gilbert. Scénář napsal Julian Mitchell podle Wildovy bibliografie z roku 1989 oceněné Pulitzerovou cenou, kterou napsal Richard Ellmann. Film zachycuje životní osudy britského literáta Oscara Wilda od jeho přednáškového turné po USA v roce 1882 až do doby krátce před jeho smrtí v roce 1900. Ve filmu jsou citovány úryvky z Wildova díla, především Sobecký obr ze sbírky Šťastný princ a jiné pohádky

## Děj
Po svém návratu z Ameriky se Wilde žení s Constance Lloyd a mají spolu dva syny. Pozvolna objevuje svou homosexualitu díky Robertu Rossovi. Poznává se s lordem Alfredem Douglasem, se kterým navazuje dlouhodobý vztah. Wilde má úspěch se svými komediemi Vějíř lady Windermerové a Jak je důležité míti Filipa. Když otec Alfreda Douglese, markýz z Queensberry Wilda urazí, ten ho zažaluje za urážku na cti, ovšem neúspěšně. Naopak on sám je vyšetřován pro zločin proti smilstvu a v následném soudním procesu odsouzen ke dvěma letům nucených prací. Ve vězení pracuje ve šlapacím kole a sepisuje dílo De Profundis. Po svém propuštění je finančně zruinován a musí odejít do exilu. Navštěvuje hrob své manželky, než na naléhání Roberta Rosse odjede do Paříže. Film končí opětovným shledáním Oscara Wilda a lorda Alfreda Douglase.

## Historické pozadí
Jednou přidanou postavou oproti skutečnosti je lady Mount-Temple, která zde vystupuje jako umírněný protiklad k excentrické markýze z Queensberry. Další odchylkou od Wildova skutečného života je jeho návštěva u hrobu Constance po propuštění z vězení a před setkáním s lordem Alfredem Douglasem, neboť Constance zemřela ve skutečnosti až rok poté. Také dodatek „Wife of Oscar Wilde“ byl na její náhrobní kámen vytesán až o několik let později.

## Obsazení
| Stephen Fry      | Oscar Wilde          |
| Jude Law         | Lord Alfred Douglas  |
| Jennifer Ehle    | Constance Wilde      |
| Michael Sheen    | Robbie Ross          |
| Vanessa Redgrave | Lady Wilde           |
| Judy Parfitt     | Lady Mount-Temple    |
| Zoë Wanamaker    | Ada Leverson         |
| Tom Wilkinson    | markýz z Queensberry |
| Gemma Jones      | Lady Queensberry     |
| Ioan Gruffudd    | John Gray            |
| Albert Welling   | Arthur               |

## Ocenění
Ceny
- Mezinárodní filmový festival v Seattlu: Stephen Fry (nejlepší herec)
- Ivor Novello Awards: Debbie Wiseman (filmová hudba)

Nominace
- Zlatý glóbus: Stephen Fry (nejlepší herec v hlavní roli)
- Filmová cena Britské akademie: Jennifer Ehle a Zoë Wanamaker (nejlepší herečka ve vedlejší roli)
- Evening Standard British Film Award: Jude Law (Vielversprechendste Nachwuchsleistung), Maria Djurkovic (výprava)
- Chlotrudis Award: Stephen Fry (nejlepší herec v hlavní roli)
- GLAAD Media Award: mimořádný film
- Satellite Award: Stephen Fry (nejlepší herec)